# 37. Jahrhundert v. Chr.
Portal Geschichte | Portal Biografien | Aktuelle Ereignisse | Jahreskalender | Tagesartikel

◄ |
5. Jt. v. Chr. |
4. Jahrtausend v. Chr. | 3. Jt. v. Chr.  ►

◄ |
39. Jh. v. Chr. |
38. Jh. v. Chr. |
37. Jahrhundert v. Chr. |
36. Jh. v. Chr. |
35. Jh. v. Chr. |
►
Das 37. Jahrhundert v. Chr. begann am 1. Januar 3700 v. Chr. und endete am 31. Dezember 3601 v. Chr. Dies entspricht dem Zeitraum 5650 bis 5551 vor heute oder dem Intervall 4936 bis 4811 Radiokohlenstoffjahre.

## Zeitalter/Epoche
- Subboreal (ab 3710 bis 450 v. Chr.).
- Jungneolithikum in Mitteleuropa (4400 bis 3500 v. Chr.).

## Ereignisse/Entwicklungen

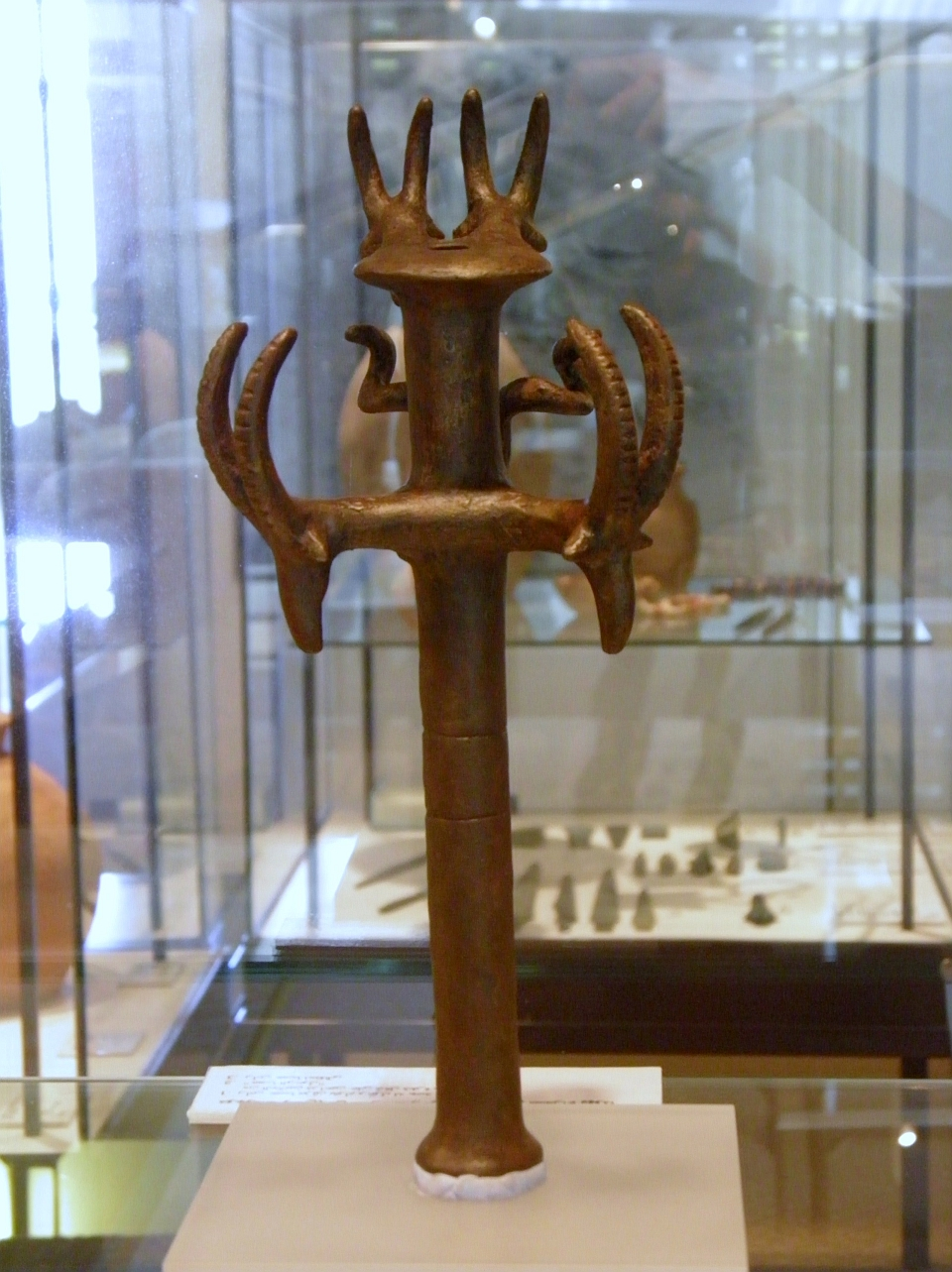
Im Wachsausschmelzverfahren hergestelltes Bronzezepter von Nachal Mischmar, Israel

- Die Entdeckung von Massengräbern (datiert auf den Zeitraum 3800 bis 3600 v. Chr.) am Tell Majnuna (unmittelbar nördlich vom Tell Brak) in Syrien deutet auf kriegerische Auseinandersetzungen.[1]
- 3700/3500 v. Chr.: Schatzfund von Nachal Mischmar in Israel, erstmalige Anwendung des Wachsausschmelzverfahrens.
- 3700 bis 3600 v. Chr.: Hundertjährige Dürreperiode im Ägäisraum.[2]
- Um 3650 v. Chr.: Ende der Afrikanischen Feuchtigkeitsperiode. Rapider Rückgang im Seespiegel des Tschadsees.[3]

## Archäologische Kulturen

### Kulturen in Nordafrika
- Tenerium (5200 bis 2500 v. Chr.) in der Ténéré-Wüste mit Fundstätte Gobero

### Kulturen in Ägypten
- In Oberägypten bestand weiterhin die Naqada-Kultur (Naqada I – 4500 bis 3500 v. Chr.)
- In Unterägypten indes blühte die Maadi-Kultur (4000 bis 3500 v. Chr.) auf

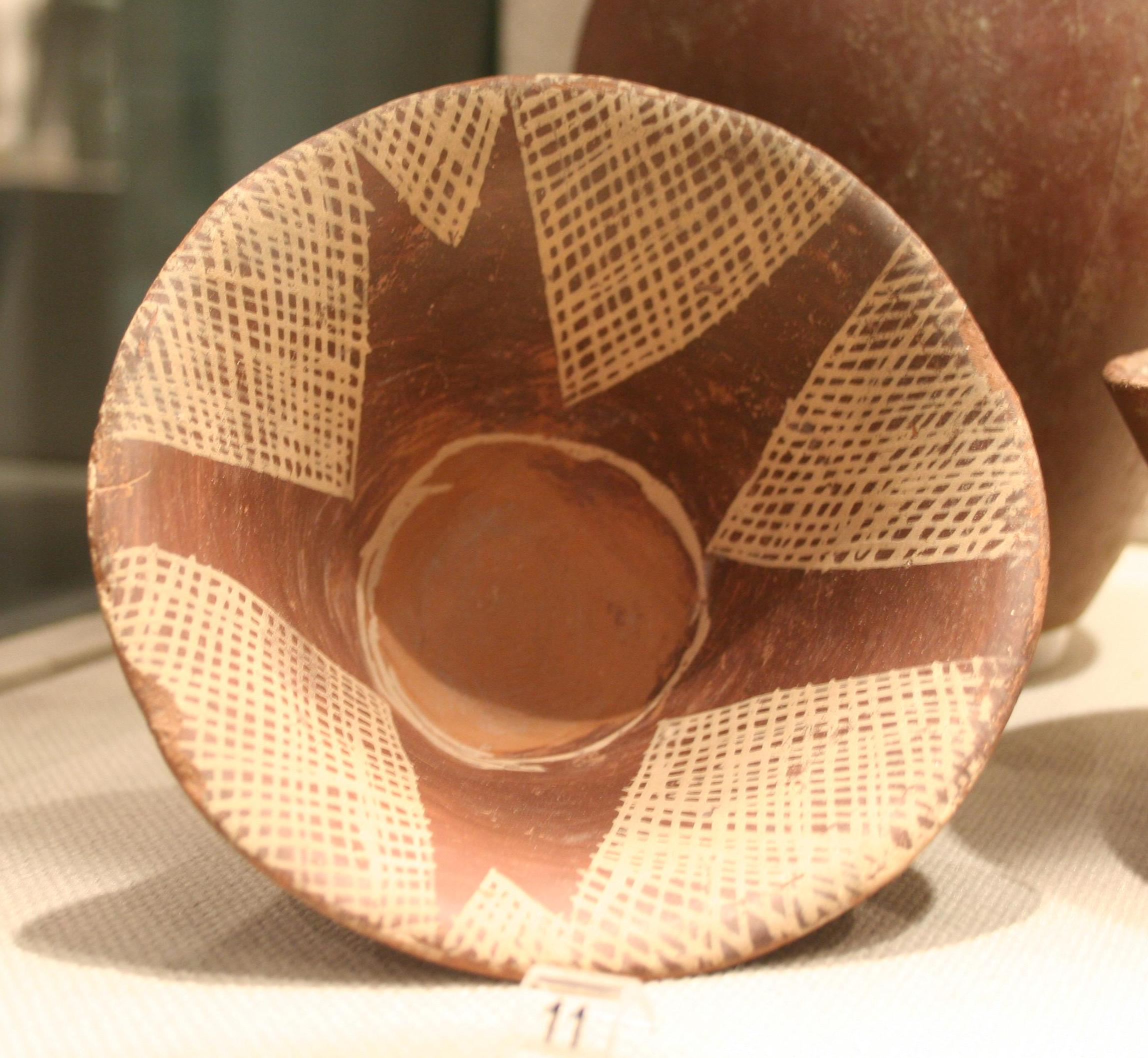
Schüssel von Naqada I, 3700 v. Chr.

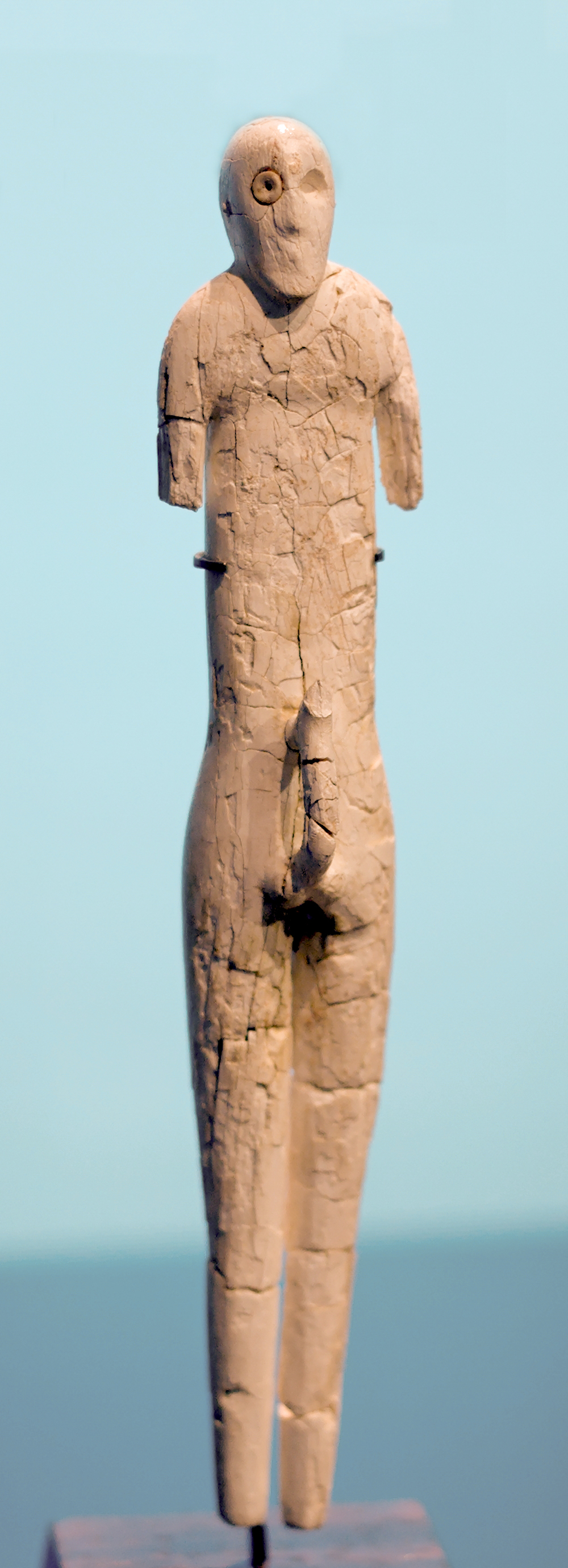
Ithyphallische Skulptur der Naqada-Kultur

### Kulturen in Mesopotamien und im Nahen Osten
- In Mesopotamien (Sumer) herrschten die
  - Obed-Kultur (5500 bis etwa 3500 v. Chr.) – Obed IV und die
  - Uruk-Zeit (Mittlere Uruk-Zeit – 3800 bis 3400 v. Chr. – Uruk 18-15 oder Uruk VIII bis Uruk VI bzw. LC 3)
- Ghassulien-Kultur (4500 bis 3500 v. Chr.) in Israel
- Dschiroft-Kultur (4000 bis 1000 v. Chr.) im Iran
- Einzelfundstätten:
  - Ninive (ab 6500 v. Chr.) im Norden Mesopotamiens – Ninive 3 bzw. Gaura A
  - Tappe Sialk (6000 bis 2500 v. Chr.) im Iran – Sialk III
  - Amuq (6000 bis 2900 v. Chr.) in der Türkei – Amuq E
  - Tell Brak (6000 bis 1360 v. Chr.) in Syrien – TW 18-19
  - Mersin (5400 bis 2900 v. Chr.) in Anatolien – Mersin 15
  - Eridu (ab 5300 bis ca. 1950 v. Chr.) in Mesopotamien – Eridu 8-6
  - Tappa Gaura (5000 bis 1500 v. Chr.) im Norden Mesopotamiens – Gaura 13-12
  - Tell Chuera (5000 bis 1200 v. Chr.) in Syrien
  - Tell Hamoukar (4500 bis 2000 v. Chr.) in Syrien
  - Arslantepe in der Türkei – Periode VIII mit Tempel C (3900 bis 3500 v. Chr.)
  - Tepe Yahya im Iran – Periode V der Yahya-Kultur (3800 bis 3400 v. Chr.)
  - Susa im Iran (ab 4000 v. Chr.) – Susa II
  - Tell Hammam et-Turkman in Syrien – Vb

### Kulturen in Ostasien
- China
  - Dadiwan-Kultur (5800 bis 3000 v. Chr.), oberer Gelber Fluss
  - Yangshao-Kultur (5000 bis 2000 v. Chr.), Zentral- und Nordchina
  - Hongshan-Kultur (4700 bis 2900 v. Chr.), Nordostchina
  - Daxi-Kultur (4400 bis 3300 v. Chr.), mittlerer Jangtsekiang
  - Dawenkou-Kultur (4100 bis 2600 v. Chr.), entlang Gelbem Meer
  - Beiyinyangying-Kultur (4000 bis 3000 v. Chr.), unterer Jangtsekiang
  - Songze-Kultur (3900 bis 3200 v. Chr.), unterer Jangtsekiang
- Korea:
  - Frühe Jeulmun-Zeit (6000 bis 3500 v. Chr.)
- Japan:
  - Frühe Jōmon-Zeit (Jōmon III – 4000 bis 3000/2500 v. Chr.) mit den ersten größeren Siedlungen
- Vietnam:
  - Đa Bút-Kultur (4000 bis 1700 v. Chr.)

### Kulturen in Südasien
- Industal:
  - Amri-Kultur (4. und 3. Jahrtausend v. Chr.)
- Belutschistan:
  - Mehrgarh – Periode III (4800 bis 3500 v. Chr.)
  - Nal-Kultur (3800 bis 2200 v. Chr.)

### Kulturen in Nordasien
- Botai-Kultur (3700 bis 3100 v. Chr.) in Kasachstan. Erstmalige Domestikation des Wildpferds

### Kulturen in Europa
- Nordeuropa:
  - Bootaxtkultur (4200 bis 2000 v. Chr.) in Skandinavien und im Baltikum
- Nordosteuropa:
  - Memel-Kultur (7000 bis 3000 v. Chr.) in Polen, Litauen und Belarus
  - Grübchenkeramische Kultur (4200 bis 2000 v. Chr. – Radiokarbonmethode: 5600 bis 2300 v. Chr.) in Norwegen, Schweden, Baltikum, Russland und Ukraine
  - Rzucewo-Kultur (5300 bis 1750 v. Chr.) im Baltikum und in Polen
  - Narva-Kultur (5300 bis 1750 v. Chr.) in Estland, Lettland und Litauen
- Osteuropa:
  - Kurgan-Kulturen (5000 bis 3000 v. Chr.) in Kasachstan, Russland, und Ukraine: darunter die Sredny-Stog-Kultur (4500 bis 3500 v. Chr.) nördlich des Asowschen Meeres
- Südosteuropa:

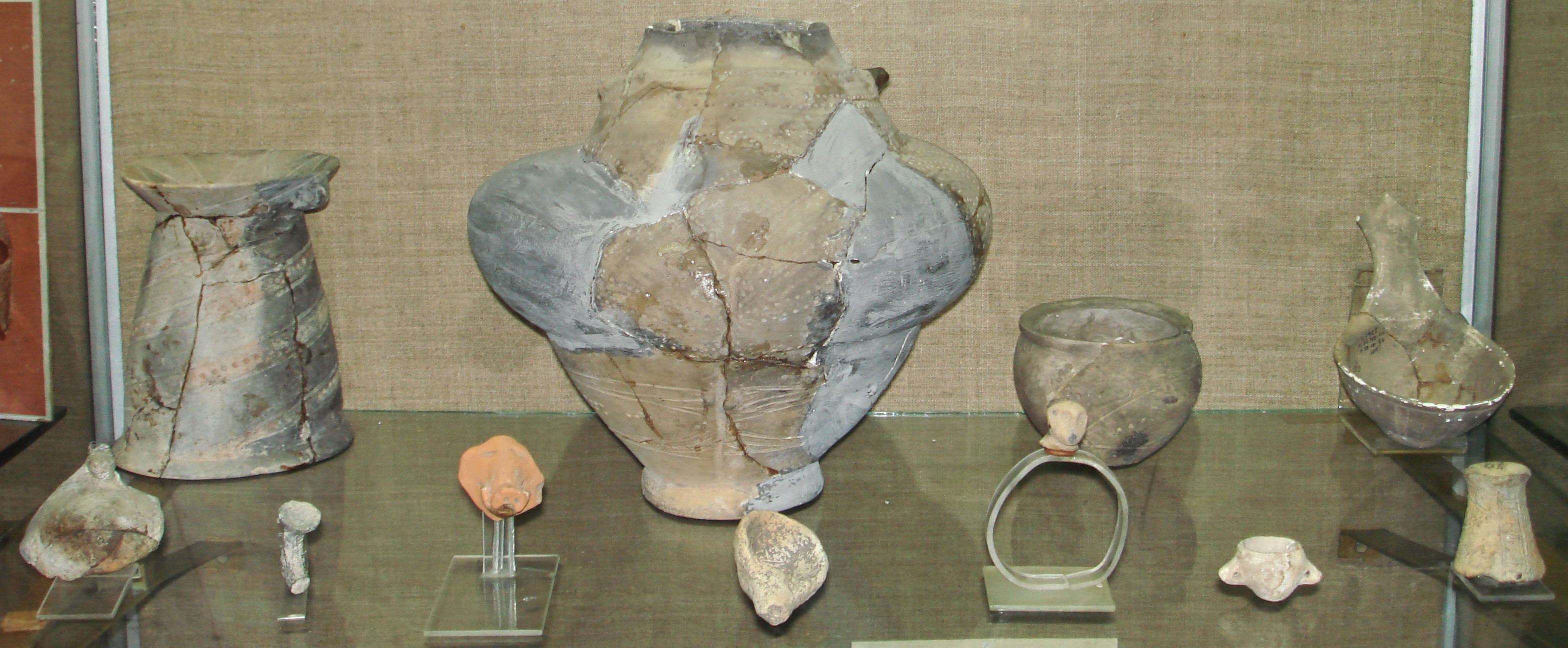
Fundstücke der Cucuteni-Kultur aus Moldawien, Tripolje B2/C1, 3650 v. Chr.

- - Donauzivilisation (5000 bis 3500 v. Chr.)
  - Cucuteni-Kultur (4800 bis 3200 v. Chr.) in Rumänien, Moldawien und in der Ukraine : Cucuteni, Phase B bzw. Tripolje, Phase B2/C1 (4000 bis 3500 v. Chr.)
  - Boian-Kultur in Rumänien und Bulgarien (4300 bis 3500 v. Chr.) – Phase IV – Spanţov Phase – 4000 bis 3500 v. Chr.
  - Cernavodă-Kultur (4000 bis 3200 v. Chr.) in Rumänien, Moldawien und Ukraine
  - Kreta – frühminoische Vorpalastzeit gemäß Warren und Hankey (1989) – FM I (3650/3500 bis 3000 v. Chr.).[4] Laut Manning (1995) liegt der Beginn des FM I jedoch wesentlich später, nämlich bei 3100/3000 v. Chr.;[5] in der niedrigen und in der hohen Datierung erfolgt er bei 3300 v. Chr.
- Mitteleuropa (Jungneolithikum – 4400 bis 3500 v. Chr.):

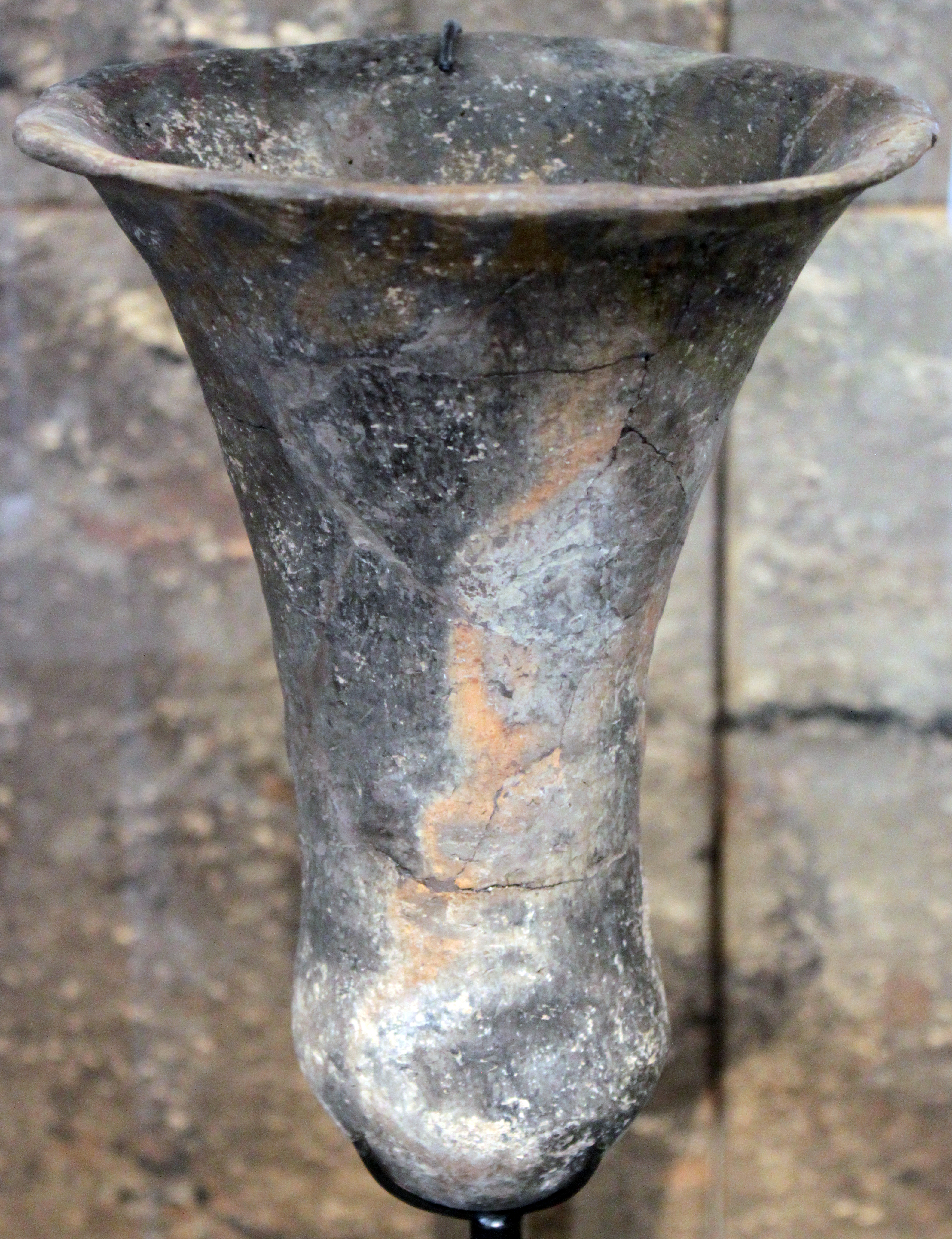
Tulpenbecher der Michelsberger Kultur, 4000–3600 v. Chr.

- - Michelsberger Kultur (4400 bis 3500 v. Chr.) in Frankreich und in Südwestdeutschland.
  - Rössener Kultur (4300 bis 3500 v. Chr.) in Ostdeutschland mit
  - Trichterbecherkultur (nördliches Mitteleuropa) – 4200 bis 2800 v. Chr.
    - Satruper Stufe – 3700 bis 3500 v. Chr.
    - Baalberger Kultur (3800 bis 3400 v. Chr.) – TRB-MES II (3800 bis 3500 v. Chr.)

  - Altheimer Gruppe – Bayern – 3800 bis 3400/3300 v. Chr.
  - Mondseekultur – Salzkammergut – 3770 bis 3200 v. Chr.
  - Pfyner Kultur – Schweiz – 3900 bis 3500 v. Chr.
- Westeuropa:
  - Chassey-Lagozza-Cortaillod-Kultur (4600 bis 2400 v. Chr.), in Frankreich, Schweiz und Italien mit
    - Chasséen (4300 bis 3500 v. Chr.) in Frankreich
    - Lagozza-Kultur (3900 bis 3400 v. Chr.) in Oberitalien

  - Megalithkulturen:
    - Frankreich (4700 bis 2000 v. Chr.)
    - Iberische Halbinsel (4000 bis 2000 v. Chr.) – Spanien und Portugal
    - Sardinien: Ozieri-Kultur (4000 bis 3200 v. Chr.)
    - Malta: ab 3800 v. Chr. Beginn der Tempelphase der megalithischen Tempel von Malta (Mġarr-Phase – 3800 bis 3600 v. Chr.)[6]

### Kulturen in Amerika
- Nord- und Zentralamerika:
  - Archaische Periode. Errichtung von Mounds in den östlichen Waldgebieten ab 4000 v. Chr.
  - Coxcatlán-Phase (5000–3400 v. Chr.) in Tehuacán (Mexiko)
- Südamerika:
  - Chinchorro-Kultur (7020 bis 1500 v. Chr.) in Nordchile und Südperu
  - Valdivia-Kultur (3950 bis 1750 v. Chr.) in Ecuador